# NGC 111
NGC 111 је ознака објекта на координатама са ректансцензијом 0h 26m 38,3s и деклинацијом - 2° 37" 30'. Открио га је Френсис Ливенворт, 1886. Каснијим посматрањима на том положају није уочен никакав астрономски објекат.